# Danny McBride
Daniel Richard „Danny” McBride (ur. 29 grudnia 1976 w Statesboro) – amerykański aktor, komik, scenarzysta, producent i reżyser.

## Życiorys

### Wczesne lata
Urodził się w Statesboro w Georgia jako syn Kathleen Marie „Kathy” Chaby i Jamesa Richarda McBride’a. Jego rodzina jest pochodzenia irlandzkiego, szkockiego, angielskiego i żydowskiego. Wychowywał się w religijnej rodzinie baptystycznej z siostrami – Emily i Liz w hrabstwie Spotsylvania w Wirginii, gdzie ukończył Courtland High School. Jego rodzice rozwiedli się, gdy Danny był w szóstej klasie, a potem rodzina przestała uczęszczać do kościoła. Uczęszczał do University of North Carolina School of the Arts w Winston-Salem w Karolinie Północnej.

### Kariera
W 1998 przeniósł się do Los Angeles. Pracował jako kelner i nocny menadżer Holiday Inn w Burbank, dopóki nie został zatrudniony jako operator kamery serialu dokumentalnego VH1 Behind the Music i History Channel. W 1999 zadebiutował jako reżyser i scenarzysta krótkometrażowego filmu sensacyjno-przygodowego Eddie Noble i bohaterowie. Następnie otrzymał rolę filmową od Davida Gordona Greena w melodramacie Dziewczyny z krwi i kości (All the Real Girls, 2003) z Paulem Schneiderem. Wkrótce zagrał Freda Simmonsa, posiadającego czarny pas instruktora taekwondo w komedii o sztukach walki Prawo stopy i pięści (The Foot Fist Way, 2006).
26 lutego 2008 wystąpił w roli Simmonsa w programie Conana O’Briena Late Night with Conan O’Brien. Od 15 lutego 2009 do 17 listopada 2013 występował jako Kenny Powers, dawny zawodowy baseballista Major League Baseball z problemami radzenia sobie z gniewem w komediowym serialu sportowym HBO Mogło być gorzej (Eastbound & Down). Jako Red w komedii sensacyjnej Davida Gordona Greena Boski chillout (Pineapple Express, 2008) był nominowany do MTV Movie Award za najlepszą walkę z Sethem Rogenem i Jamesem Franco. Występ w komedii Setha Rogena i Evana Goldberga To już jest koniec (This Is the End, 2013) przyniósł mu nominację do MTV Movie Award w kategorii najbardziej zaskakująca scena z Channingiem Tatumem.
W komediowym serialu HBO Wicedyrektorzy (Vice Principals, 2016–2017) występował jako Neal Gamby, rozwiedziony wicedyrektor odpowiedzialny za dyscyplinę w North Jackson High School. Od 18 sierpnia 2019 występuje jako Jesse Gemstone, starszy syn telewangelisty (John Goodman) w sitcomie HBO Prawi Gemstonowie (The Righteous Gemstones).

## Życie prywatne
9 października 2010 ożenił się z Gią Ruiz, z którą ma syna Declana George’a (ur. 2011) i córkę Avę (2015). Para mieszka w Charleston, w Karolinie Południowej.

## Filmografia

### filmy fabularne
- 2007: Hot Rod jako Rico Brown
- 2007: Supersamiec jako kumpel na przyjęciu
- 2007: Dziewczyna moich koszmarów (The Heartbreak Kid) jako Martin
- 2008: Drillbit Taylor: Ochroniarz amator jako Don Armstrong
- 2008: Jaja w tropikach (Tropic Thunder) jako Cody
- 2008: Boski chillout (Peneapple Express) jako Red
- 2009: Złap, zakapuj, zabłyśnij (Observe and Report) jako kaukaski kokainista
- 2009: W chmurach (Up in the Air) jako Jim Miller
- 2009: Zaginiony ląd jako Will Stanton
- 2010: Jak ukraść księżyc jako Fred McDade (głos)
- 2010: Zanim odejdą wody jako pracownik Western Union
- 2011: Kung Fu Panda 2 jako Wolf Boss (głos)
- 2011: Wasza wysokość (Your Highness) jako Thadeous
- 2013: Kiedy umieram jako Vernon Tull
- 2013: To już jest koniec jako Danny McBride
- 2013: Co było, a nie jest (TV) jako Frank, najlepszy przyjaciel Flomma
- 2015: Witamy na Hawajach jako pułkownik Lacy
- 2016: Angry Birds jako Bomba (głos)
- 2017: Obcy: Przymierze jako Tennessee Faris
- 2017: The Disaster Artist w roli samego siebie
- 2019: Angry Birds 2 jako Bomba (głos)
- 2021: Mitchellowie kontra maszyny jako Rick Mitchell (głos)

### seriale TV
- 2009–2013: Mogło być gorzej (Eastbound & Down) jako Kenny Powers
- 2016: Zwierzęta jako Gregory (głos)
- 2016–2017: Wicedyrektorzy jako Neal Gamby
- 2019: Prawi Gemstonowie jako Jesse Gemstone